# Шедере
Ше́дере (латыш. Šēdere) — населённый пункт в Аугшдаугавском крае Латвии, административный центр Шедерской волости. Находится на правом берегу реки Илуксте. Расстояние до города Даугавпилс составляет около 37 км.
По данным на 2015 год, в населённом пункте проживало 222 человека. Есть волостная администрация, дом культуры, библиотека, фельдшерский пункт, почта, магазин.

## История
Населённый пункт расположен на землях бывшего поместья Шедере (Шедерн).
В советское время населённый пункт был центром Лашского сельсовета Даугавпилсского района. В селе располагался совхоз «Циня».

## Галерея
- Волостная администрация
- ГЭС на реке Илуксте